# Windsor Grey

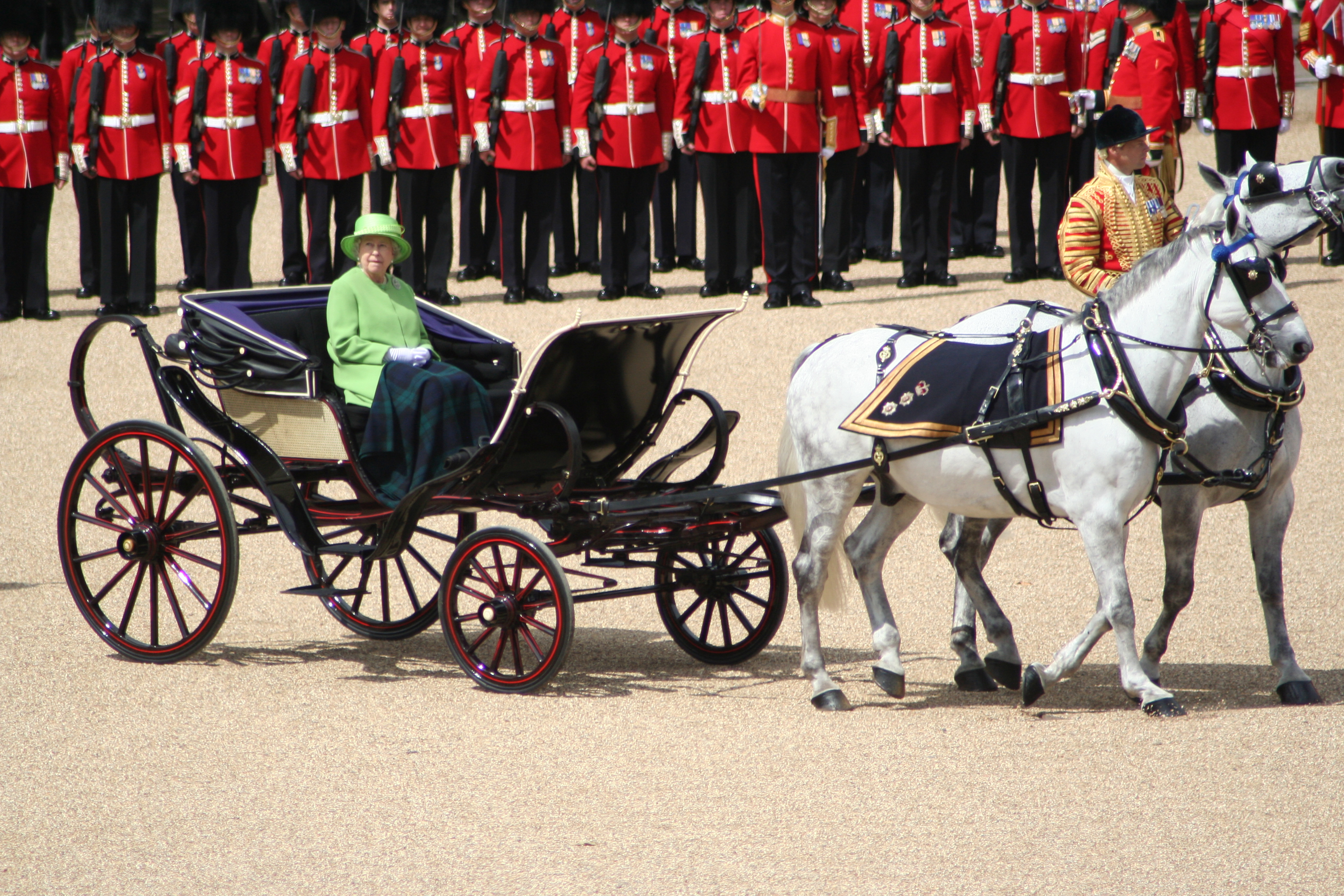
Drottning Elisabeth i en vagn dragen av två Windsor Grey-hästar

Windsor Grey kallas de skimla hästar som tillhör kungafamiljen i Storbritannien. De används där för att dra vagnar under olika ceremonier. Sedan 1986 har de även använts under den officiella födelsedagen för monarken i Storbritannien som kallas "Trooping the Colour". 
Hästarna är ingen speciell hästras utan en typ av häst som är framtagen för att passa som vagnshäst och där alla hästarna oftast har ett enhetligt utseende. Men förr importerades gräddvita Hannoveranare från Tyskland och dessa användes ofta som körhästar vid kungahuset i England ända från Georg I's tid från 1727 och fram till George V's regering i slutet av 1800-talet. 
Windsor Grey har fått sitt namn från slottet Windsor Castle och av att de alltid är vit- eller gråskimlar. Idag står de fortfarande uppstallade på det kungliga stallet Royal Mews. Några av hästarna har även använts inom körtävlingar, bland annat under prins Philips hand.